# 香港水玉簪
香港水玉簪（学名：Burmannia pusilla var. hongkongensis）为水玉簪科水玉簪属下的一个变种。产中国东南部。模式标本采自香港。